# Eanred
Eanred was koning van Northumbria in de eerste helft van de 9de eeuw. Volgens de Libellus de exordio regeerde hij 33 jaar.

## Context
Eanred leefde in een woelige periode in de geschiedenis van Northumbria, waar koningen werden afgezet of vermoord. Zijn vader Eardwulf, die in 806 werd afgezet, heroverde de troon twee jaar later met steun van Karel de Grote. Het jaar van de overdracht van de titel van vader op zoon is niet gekend.
De Angelsaksische kroniek vermeldt, dat hij in 829 een ontmoeting had met koning Egbert van Wessex en dat hij hem erkende als zijn leenheer. Tijdens zijn regeerperiode vond er een munthervorming plaats, van de sceatta, naar de styca.
Eanred werd opgevolgd door zijn zoon Æthelred II.